# Ch-22 Boerja

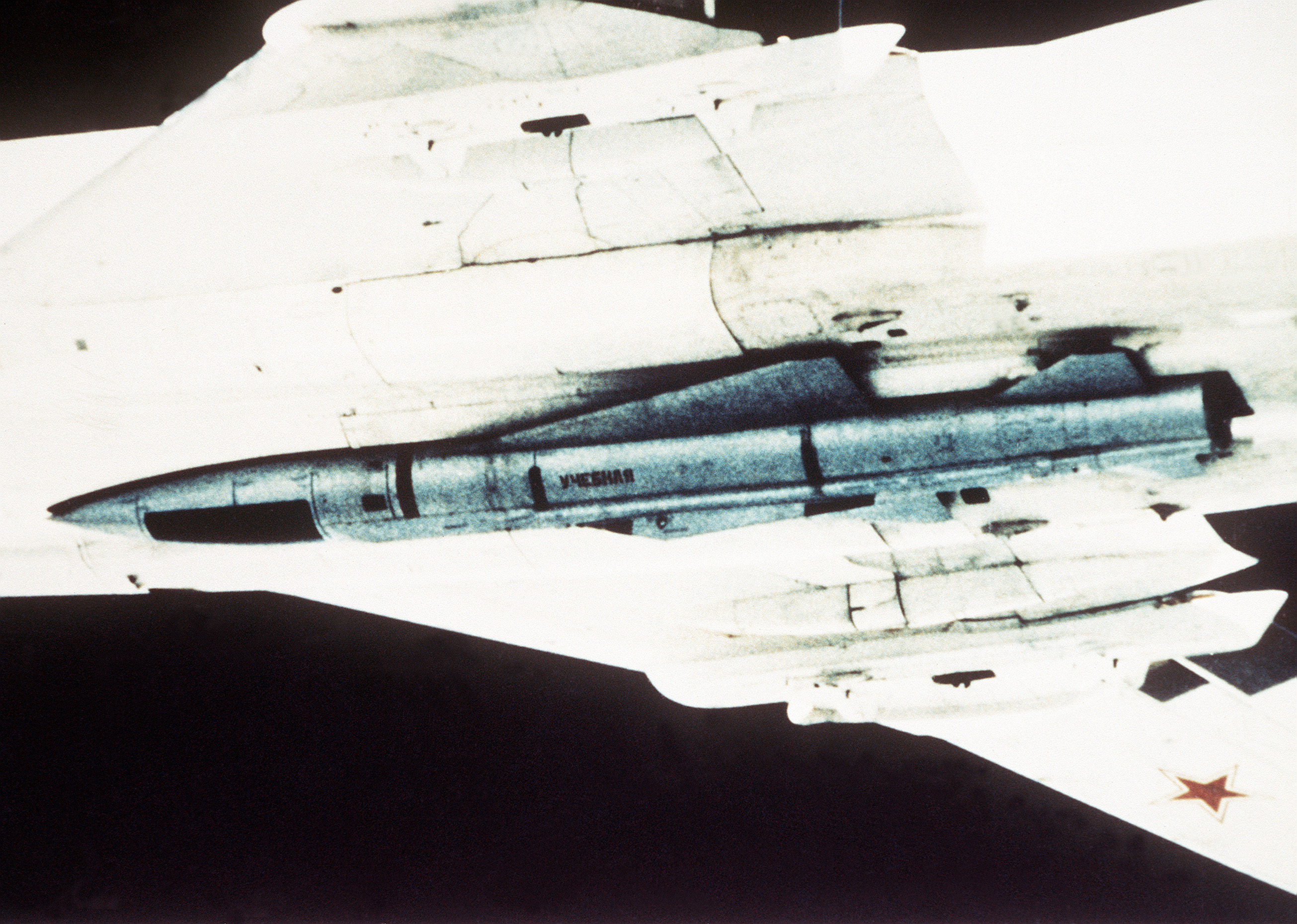
Ch-22 onder een Tupolev Tu-22M.

De Ch-22 Boerja (Russisch: Х-22 Буря, storm) (NAVO-codenaam: AS-4 Kitchen) is een 1971 Russische lucht-grondraket ontwikkeld door Radoega. Er zijn drie hoofdvarianten van de raket, met elk een aantal daaruit doorontwikkelde varianten. De hoofdvarianten zijn de Ch-22M antischeepsraket met actieve radargeleiding, de Ch-22MP antiradarraket en de Ch-22N met kernkop. De raket is moeilijk hanteerbaar vanwege de zwaar toxische brandstof waar de raket gebruik van maakt.

## Specificaties
Bron:
- Producent: Radoega
- Bereik: 290 km
- Topsnelheid: Mach 2,2-3,4
- Aandrijving: vloeibarebrandstofmotor
- Lading: Hoogexplosieve holle lading, 900 kg (Ch-22M/MP); kernkop, 350 kiloton TNT (Ch-22N)
- Geleiding: Traagheidsnavigatie, afhankelijk van variant aangevuld met passieve (Ch-22MP) of actieve radargeleiding (Ch-22M)
- Massa bij lancering: 5820 kg
- Lengte: 11,65 m
- Schachtdiameter: 1,81 m
- Spanwijdte vinnen: 3,00 m
- Lanceerplatform:
  - Vliegtuigen
    - Tu-22
    - Tu-22M
    - Tu-95K-22

## Inzet
Rusland heeft de Ch-22 meermaals ingezet, onder andere tijdens de Russische invasie van Oekraïne sinds 2022, bijvoorbeeld bij de Aanval op winkelcentrum Krementsjoek.